# Tetrastichus orissaensis
Tetrastichus orissaensis är en stekelart som beskrevs av Husain och Muhammad Sharif Khan 1986. Tetrastichus orissaensis ingår i släktet Tetrastichus och familjen finglanssteklar. Inga underarter finns listade i Catalogue of Life.